# Беатріс Феррер-Салат
Беатріс Феррер-Салат (ісп. Beatriz Ferrer-Salat, 11 березня 1966) — іспанська вершниця.
Срібна призерка Олімпійських Ігор 2004 року в командній виїздці, бронзова призерка 2004 року в індивідуальній виїздці, учасниця 1996, 2000, 2016, 2020 років.
Срібна призерка Чемпіонату Європи з виїздки 2003 року в командній виїздці, бронзова призерка 2003 (індивідуальна виїздка), 2005 (командна виїздка), 2015 довільна виїздка років.
Срібна призерка 2002 року в індивідуальній виїздці, бронзова призерка 2002 року в командній виїздці.